# Zerstörer 1936
A Zerstörer 1936 típusú rombolóosztály a Zerstörer 1934 osztálynak volt a továbbfejlesztése. Az osztály a nevét az első hajó vízrebocsátásának az évéről kapta. 6 db hajót építettek 1936 és 1937 között.
Az osztály tagjai sok dologban hasonlítottak a Zerstörer 1934 osztályra (hajtóművek, fegyverzet).
Zerstörer 1936 osztály tagjai az 5. rombolóflotta tagjai voltak.
Az osztály tagjai:
- Z 17 Diether von Roeder
- Z 18 Hans Lüdemann
- Z 19 Hermann Künne
- Z 20 Karl Galster
- Z 21 Wilhelm Heidkamp
- Z 22 Anton Schmitt

Az osztálynak volt egy alosztálya is Zerstörer 1936A néven.